# Caspariviertel

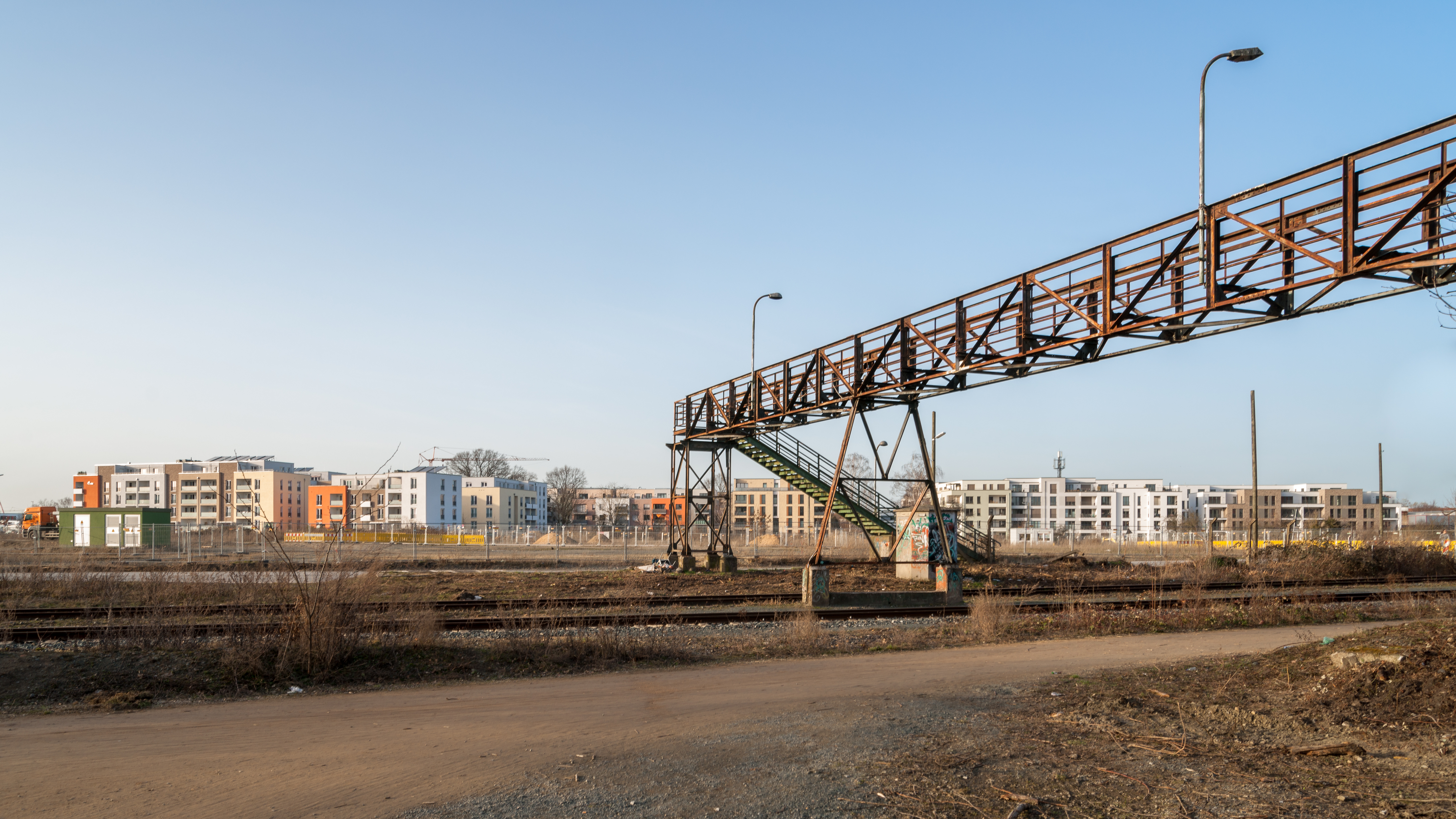
Das wachsende Caspariviertel, im Vordergrund das Ringgleis

Das Caspariviertel ist ein Stadtviertel im Nördlichen Ringgebiet in Braunschweig. Es entsteht seit den 2010er Jahren als innerstädtisches Neubaugebiet. Benannt wurde es nach Heinrich Caspari (1805–1880), dem Oberbürgermeister der Stadt Braunschweig von 1848 bis 1879, der auf dem Katharinenfriedhof im Nördlichen Ringgebiet bestattet wurde. Neben dem Caspariviertel befindet sich der Nordpark.

## Geschichte
Die zur Bebauung freigegebenen Flächen gehörten zuvor zu einem Teil zu BS Energy oder wurden durch andere Betriebe gewerblich genutzt, welche ihre Standorte aufgeben mussten. Zum anderen befanden sich dort kleine Brachflächen und verschiedene Kleingartenanlagen, die aufgelöst wurden, und Privatgärten.
2011 rückte das Gebiet am Nordbahnhof in das Interesse der Stadtplanung der Stadt Braunschweig. Einerseits wollte man das Ringgleis, so wie es bereits im Westlichen Ringgebiet umgesetzt wurde, weiter zu einem Geh- und Radweg umgestalten. Andererseits wandten sich der Braunschweiger Zeitungsverlag und das Unternehmen BS Energy mit dem Wunsch an die Stadt, ihre Grundstücke veräußern zu wollen und für andere Zwecke umnutzen zu wollen. Nachträglich kam ein drittes Gebiet hinzu, das sich an der Ludwigstraße befindet und ebenfalls als Baugebiet genutzt werden soll. Für das Gebiet an der Taubenstraße (Gelände von BS-Energy) lagen bereits 2013 Pläne vor, die zunächst angepasst wurden. Vorangegangen war ein städtebaulicher Wettbewerb für die Entwicklung des Gebiets. Für die beiden anderen Gebiete sind die Planungen später begonnen wurden.
Die Erschließungsarbeiten haben 2015 begonnen, bei denen Leitungen verlegt und Baustraßen angelegt wurden. Im Herbst 2016 begannen die Ausschachtungsarbeiten für die Gebäude. Für den zweiten Bauabschnitt begannen die Erschließungsarbeiten 2019.
An der Entwicklung des Baugebiets sind u. a. die BBG – Braunschweiger Baugenossenschaft, die Volksbank BRAWO, die Nibelungen Wohnbau und die Baugenossenschaft Wiederaufbau beteiligt. Zudem wurde im Viertel ein Gestaltungsbeirat eingesetzt. Im Caspariviertel entstehen Mehrfamilienhäuser mit Mietwohnungen und Eigentumswohnungen. Die Gebäude sind drei- bis fünfstöckig. Im ersten Bauabschnitt waren die ersten Wohnungen 2018 zu einem großen Anteil fertig und wurden im Mai 2018 bezogen.
Es entstanden und entstehen die neuen Straßen Bleibtreuweg, Lampadiusring, Lichtwerkallee und Montgolfierstraße. Bereits bestehende Straßen erhielten die neuen Namen Am Nordpark, Luftschifferweg und Nordanger.
Für die Naherholung soll im Viertel ein grüner Anger entstehen und der Nordpark neugestaltet werden.